# Harrier Attack!
Harrier Attack! — компьютерная игра в жанре горизонтального скролл-шутера, выпущенная компанией Durell Software в 1983 году для ряда платформ.
Игрок управляет истребителем-бомбардировщиком «Си Харриер». Задача — взлететь с авианосца, атаковать наземные и надводные цели противника и успешно вернуться из боевого вылета. Для поражения целей самолёт несёт ограниченный запас ракет класса «воздух—воздух» и авиабомб. Запас топлива также ограничен. Со стороны противника угрозу представляют зенитная артиллерия, корабли (несущие зенитные ракеты) и самолёты противника. Наиболее опасны самолёты, которые часто прячутся в облаках, что позволяет им неожиданно атаковать «Си Харриер», а иногда приводит к столкновению.
Первоначально полёт проходит над морем, затем — над пустынной частью острова, над городом и снова над морем. Посадка на авианосец осуществляется вертикально. Интересно, что во время взлёта можно атаковать и повредить собственный авианосец; в этом случае его не будет в море при возвращении самолёта из вылета, и в конечном счёте «Си Харриер» разобьётся после израсходования топлива.
В игре не указаны время и место действия, однако принято считать, что она была создана под прямым влиянием Фолклендской войны (1982), в ходе которой самолёты «Си Харриер» сыграли значительную роль. Harrier Attack выделялась анимированной заставкой (после завершения загрузки самолёты на ней совершали пуски неуправляемых ракет) и очень малым временем загрузки. Она стала самым большим успехом фирмы Durell Software — по всему миру было продано более 250 тыс. копий игры.
В 2002 году создана версия игры для PC.